# Blăgești, Iași
Blăgești este o localitate componentă a municipiului Pașcani din județul Iași, Moldova, România.